# Indiańska Wioska we Wrzeszczu

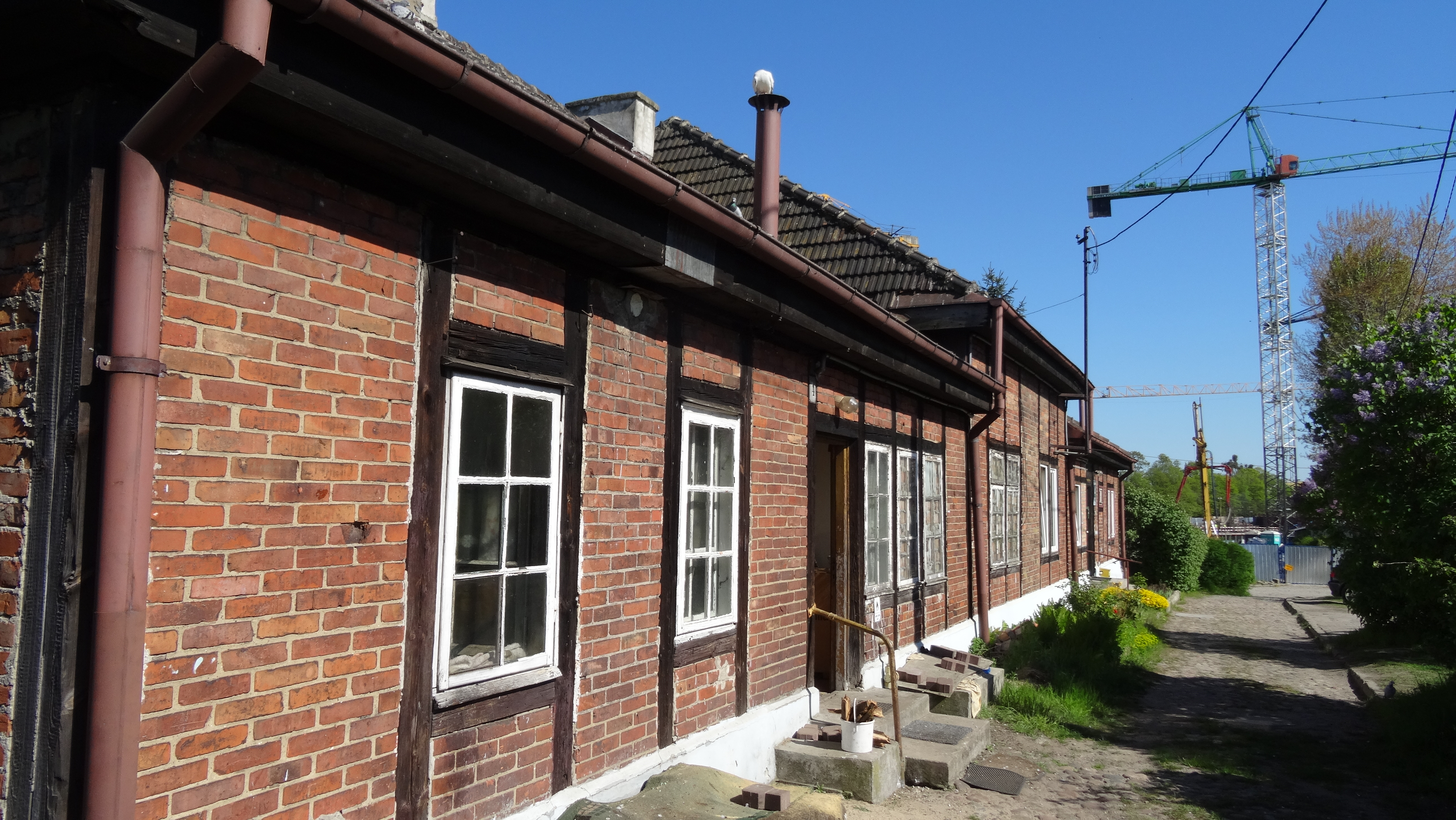
Dom szachulcowy przy ul. Nad Stawem 4 (2014, wyburzony w 2016)

Indiańska Wioska we Wrzeszczu – nieformalna nazwa osiedla parterowych domków, zbudowanych w początkach XX w. w gdańskiej dzielnicy Wrzeszcz Dolny. 
Osiedle znajdowało się pomiędzy ulicą Tadeusza Kościuszki, aleją Żołnierzy Wyklętych, torami kolejowymi, ulicą Nad Stawem oraz stawem browarnym i wrzeszczańskim browarem. Osiedle przewidziano do wyburzenia w 2014 w związku z rozbudową centrum handlowego i budową Drogi Czerwonej oraz układu dróg dojazdowych do centrum handlowego "Galeria Metropolia" (otwartego 22.10.2016), tj. rozbudową ul. Nad Stawem (roboczo zwanej Nową Hynka).

## Historia

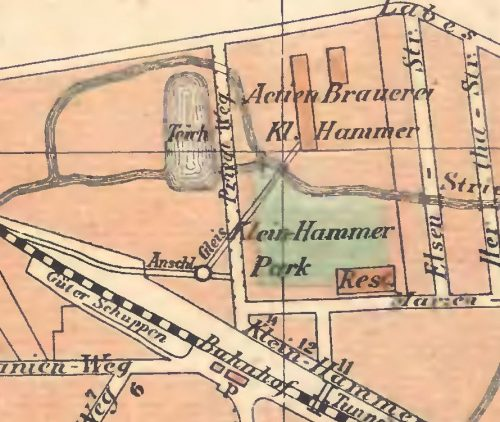
Środkowy odcinek ulicy Labesa na planie z 1899

Przed I wojną światową z inicjatywy członka rodziny królewskiej Fryderyka Zygmunta Pruskiego zbudowano tu pierwszy hangar dla nowo powstającego lotniska we Wrzeszczu. Następnie z inicjatywy niemieckiej admiralicji, prawdopodobnie w drugiej połowie 1918 r. podjęto prace przy budowie szkoły pilotów.  W skład kompleksu 11 parterowych baraków szachulcowej konstrukcji o dwuspadowym dachu krytym dachówką wejść miały: trzy budynki koszarowe, dwa magazyny, barak sanitarny, kantyna oficerska, budynek administracyjny, komendantura, strażnica i magazyn sprzętu przeciwpożarowego. Wobec zawieszenia broni podpisanego w listopadzie 1918, prace budowlane zostały wstrzymane, po czym - już po podpisaniu traktatu wersalskiego - Marynarka Wojenna kontynuowała prace budowlane, adaptując obiekty na funkcje mieszkalne. We wrześniu 1919 r. ukończone budynki, użytkowane czasowo przez eskadrę lotniczą gdańskiej policji bezpieczeństwa (Sicherheitspolizei) sprzedane zostały miastu. Osiedle w początkowych latach międzywojennych nazywane było Fliegerkaserne, czyli koszary lotników. Od 1920 r. osiedle zamieszkane było przez ludność cywilną. W latach 30. znajdowała się tu szkoła SS, później magazyny Waffen SS.
Po 1945 roku zamieszkali tu Polacy przybyli głównie z Wileńszczyzny. Ulica Labesa (dzisiejsze ulice Nad Stawem i Lelewela) została przedzielona w 1918 roku budynkiem dyrekcji browaru na dwie ulice: część zachowała nazwę Labesweg (dzisiejsza ul. Lelewela), druga część nazwana została Am Kleinhammerteich (obecna: ul. Nad Stawem). Do 2014 roku zachowała się historyczna numeracja budynków na obu ulicach - właściwa dla jednej ulicy (budynki nr 1-5 wyburzono w latach 2014-15). Pierwotnym adresem browaru był Labesweg 6/7.
W 2021 przystąpiono tu do budowy biurowca "Punkt", z 3-piętrową pierzeją od ul. Nad Stawem i 5-piętrową od ul. Kościuszki.

## Odwołania w kulturze
Nazwa osiedla występuje na 183. stronie "Psich lat" Güntera Grassa (trzeciej części Trylogii Gdańskiej): opisani tam są "chłopaki z Indiańskiej Wioski", kąpiący się w śmierdzącym stawie przy browarze. Pisarz wspominał też czarny dym z browarnego komina, unoszący się nad Indiańską Wioską. Grass nazwę wyprowadzał od mieszkających tu "czerwonych", czyli komunistów. Pisarz mieszkał w dzieciństwie przy przedwojennej ulicy Labesweg, będącej przedłużeniem obecnej ul. Nad Stawem.